# Mugilogobius rivulus
Mugilogobius rivulus är en fiskart som beskrevs av Helen K. Larson 2001. Mugilogobius rivulus ingår i släktet Mugilogobius och familjen smörbultsfiskar. Inga underarter finns listade i Catalogue of Life.